# Desa Sumberwaru (administrativ by i Indonesien, lat -7,38, long 112,50)
Desa Sumberwaru är en administrativ by i Indonesien.   Den ligger i provinsen Jawa Timur, i den västra delen av landet, 600 km öster om huvudstaden Jakarta.